# Isobel Pooley

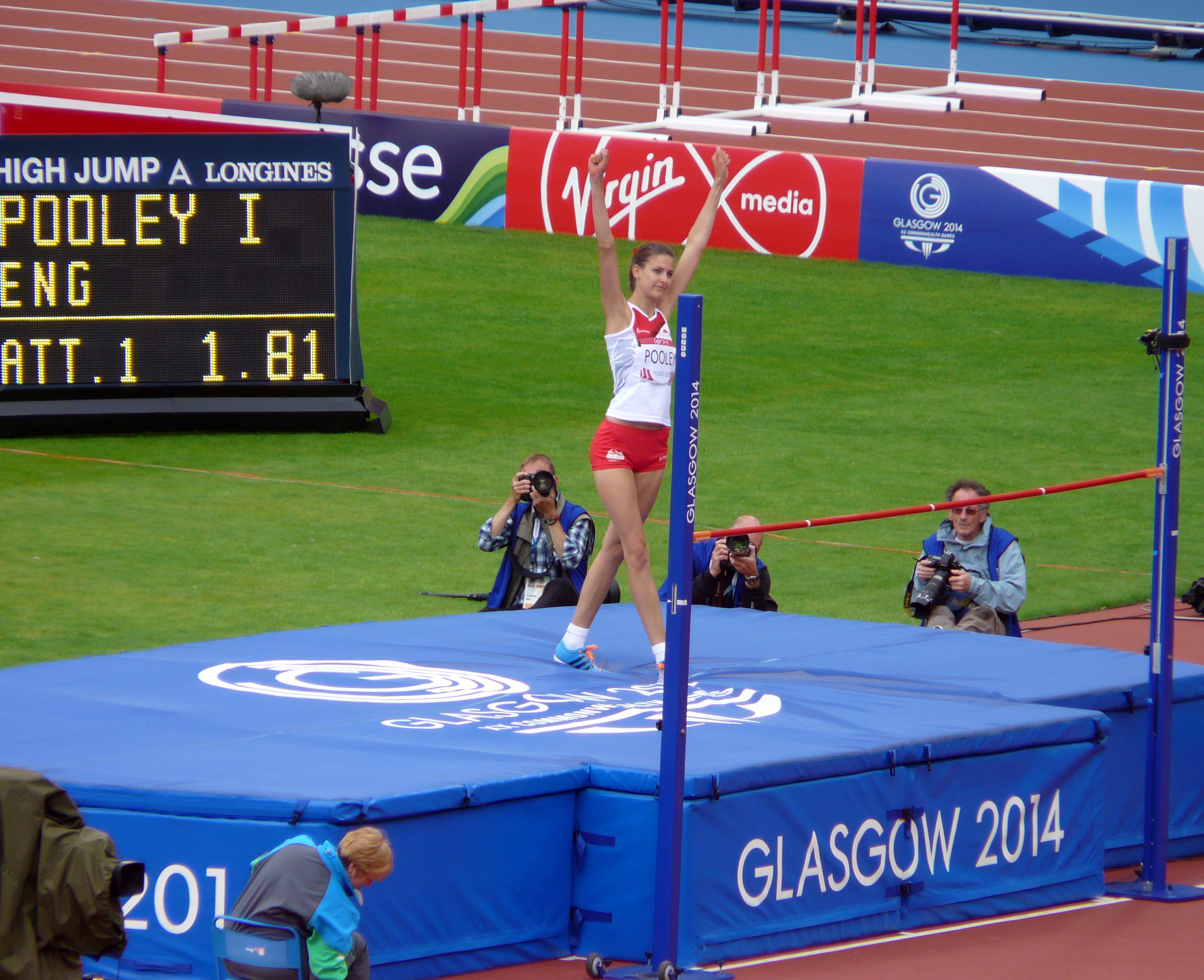
Isobel Pooley bei den Commonwealth Games 2014

Isobel Pooley (* 21. Dezember 1992) ist eine britische Hochspringerin.
Bei den Leichtathletik-Europameisterschaften 2012 schied sie in der Qualifikation aus.
2014 gewann sie für England startend Silber bei den Commonwealth Games in Glasgow.
2015 kam sie bei den Leichtathletik-Halleneuropameisterschaften in Prag und bei den Leichtathletik-Weltmeisterschaften in Peking nicht über die erste Runde hinaus.
2012 wurde sie Englische Meisterin, 2014 und 2015 Britische Meisterin.

## Persönliche Bestleistungen
- Hochsprung: 1,97 m, 4. Juli 2015, Birmingham (britischer Rekord)
  - Halle: 1,92 m, 27. Januar 2015, Cottbus